# Paltoga
Paltoga (oroszul: Палтога) falu Oroszországban, a Vologdai területen, a Vityegrai járásban. Az ország északnyugati részén, az Onyega-tó partján fekszik. 2001. június 27-én hozták létre több falu egyesítésével.
Két ortodox temploma van: egy 1733-ban és egy 1810-ben épült. Előbbinek az 1990-ben kezdődött restaurálása nem fejeződött be, ezért az épület egy része 2009. január 27-én leomlott.
Az újjáépítést 2015-ben kezdték el. Az ötkupolás fatemplom központi épületének helyreállítását  2019 elejére befejezték, bár a falak burkolásával még egy-két évet várni kell, amíg a faanyag ki nem szárad.

## Fordítás
- Ez a szócikk részben vagy egészben a Paltoga című francia Wikipédia-szócikk ezen változatának fordításán alapul.  Az eredeti cikk szerkesztőit annak laptörténete sorolja fel. Ez a jelzés csupán a megfogalmazás eredetét és a szerzői jogokat jelzi, nem szolgál a cikkben szereplő információk forrásmegjelöléseként.